# Parasexuell cykel
Den parasexuella cykeln är en process som är begränsad till svampar och encelliga organismer, och är en icke sexuell mekanism för överföring av genetiskt material utan meios eller utveckling av sexuella strukturer.
Den beskrevs först av den italienska genetikern Guido Pontecorvo 1956 under studier av Aspergillus nidulans (även kallad Emericella nidulans när man hänvisar till dess sexuella form, eller teleomorf). En parasexuell cykel inleds med fusion av hyfer (anastomos) under vilken kärnor och andra cytoplasmatiska komponenter befinner sig i samma cell (heterokaryos och plasmogami). Fusion av de olika kärnorna i heterokaryonens cell resulterar i bildandet av en diploid kärna (karyogami), som tros vara instabil och kan producera segreganter (avkomma olik båda föräldrar) genom rekombination som involverar mitotisk överkorsning och haploidisering. Mitotisk överkorsning kan leda till utbyte av gener på kromosomer, medan haploidisering förmodligen involverar mitotiska nondisjunktioner som slumpmässigt omfördelar kromosomerna och resulterar i produktionen av både aneuploida och haploida celler. Liksom en sexuell cykel ger parasexualitet arten möjlighet att rekombinera genomet och producera nya genotyper i sin avkomma. 

## Skillnad mot sexuell reproduktion
Till skillnad från en sexuell cykel saknar processen samordning, och är uteslutande mitotisk.
Den parasexuella cykeln liknar sexuell reproduktion. I båda fallen kan olikartade hyfer (eller modifieringar av dessa) smälta samman (plasmogami) och deras kärnor kommer att befinna sig i samma cell. De olikartade kärnorna smälter samman (karyogami) och bildar en diploid (zygot) kärna. I motsats till den sexuella cykeln sker rekombinationen i den parasexuella cykeln under mitos följt av haploidisering (men utan meios). De rekombinerade haploida kärnorna förekommer bland vegetativa celler, som skiljer sig genetiskt från föräldramyceliet.
Både heterokaryos och den parasexuella cykeln är mycket viktiga för de svampar som inte har någon sexuell reproduktion. Dessa cykler ger upphov till somatisk variation i den vegetativa fasen av deras livscykler. Detta gäller även för svampar som har en sexuell fas, men i detta fall tillförs ytterligare och betydande variation genom den sexuella reproduktionen.

### Överföring
Det finns flera kända sätt på vilka en bit "donator-DNA" kommer in i en mottagarcell:
- Transformation: En mottagarcell tar upp fria DNA-fragment från omgivningen via cellväggen och cellmembranet; därefter sker rekombination.

- Konjugation: En plasmidinnehållande donatorcell överför sin plasmid till en mottagarcell via en plasmabrygga (pilus).

- Transduktion: En bakteriecell tar upp DNA från en bakteriofag; efterföljande rekombination ger en rekombinant bakteriecell.

## Industriell användning
Parasexualitet har blivit ett användbart verktyg för industriella mykologer för att producera stammar med önskade kombinationer av egenskaper. Dess betydelse i naturen är till stor del okänd och beror på frekvensen av heterokaryos, som bestäms av cytoplasmatiska inkompatibilitetsbarriärer, och den är också användbar inom rDNA-tekniken.